# Anampses viridis
Espèce
Statut de conservation UICN

 DD  : Données insuffisantes
Anampses viridis est une espèce de poissons téléostéens (Teleostei).